# Fort Zeelandia, Taiwan
För andra betydelser, se Fort Zeelandia.

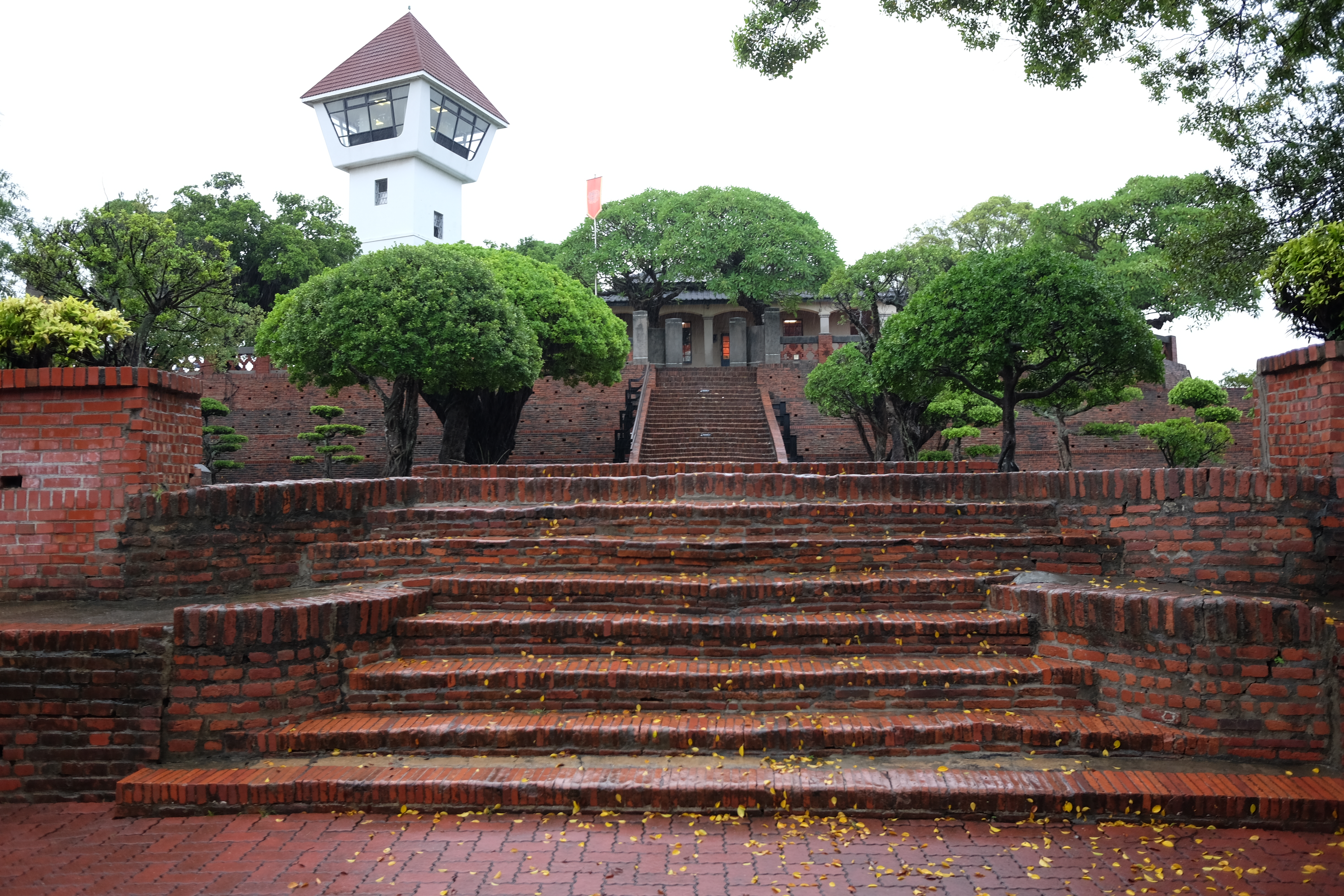
Anpingfästningen

Fort Zeelandia var en fästning vid Anping (Tainan) i Taiwan. Det byggdes över en tioårs-period av det Holländska Ostindiska Kompaniet under deras regentstid över ön. Den har även blivit kallad Orangea staden, Anping stad och Tayoan stad. Det nuvarande kinesiska namnet är Anpingfästningen.
Fortet var utsatt av en belägring av Koxinga som inleddes den 
30 april, 1661 och fortsatte i nio månader. Koxingas styrkor var 400 krigsskepp och 25 000 män mot holländarnas 2 000 man. Holländarna kapitulerade den 2 februari, 1662. Den svenskfödda guvernören Fredrik Coyet överlämnade nycklarna till fortet den 9 februari till Koxinga.

## Galleri

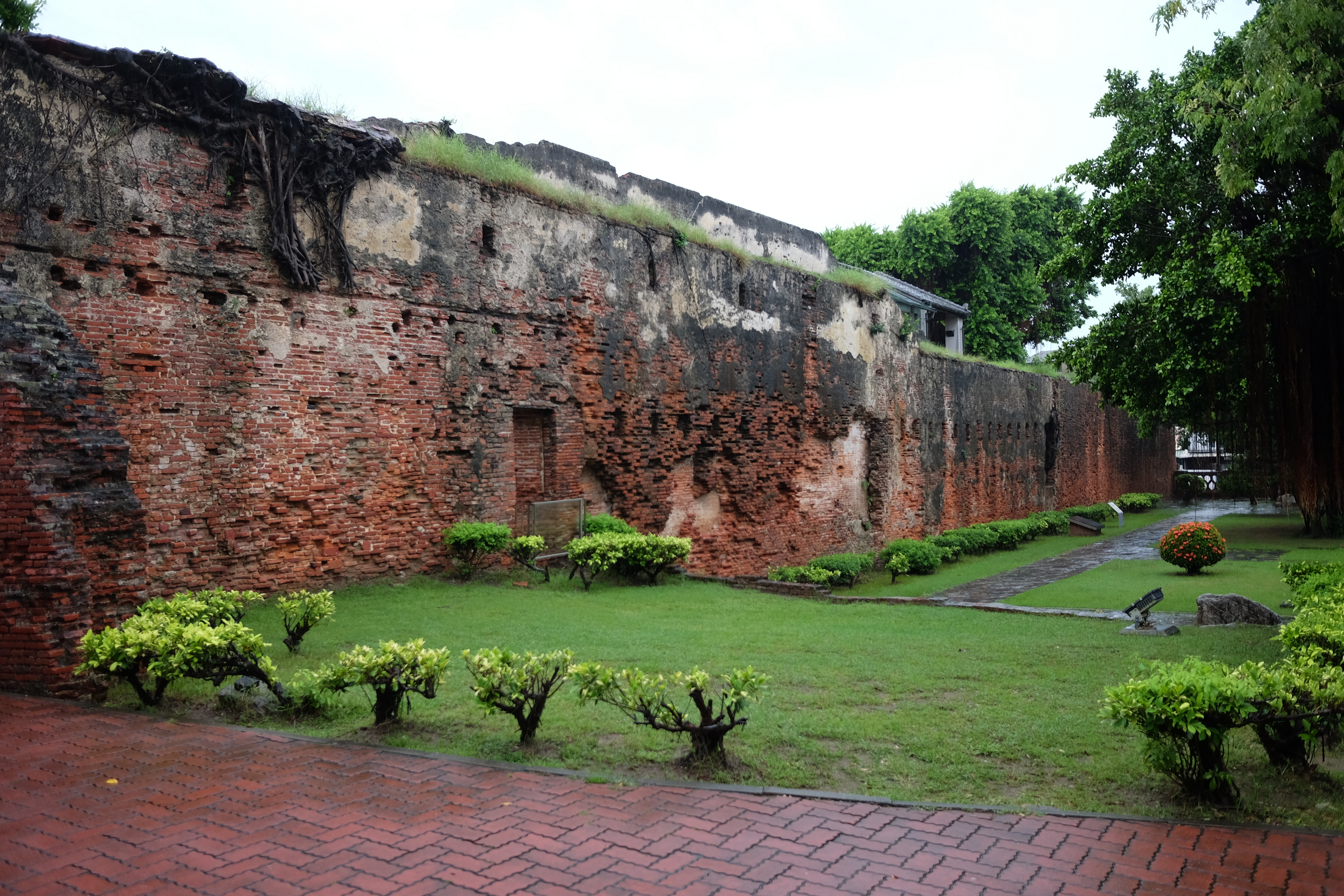
Del av gamla muren.
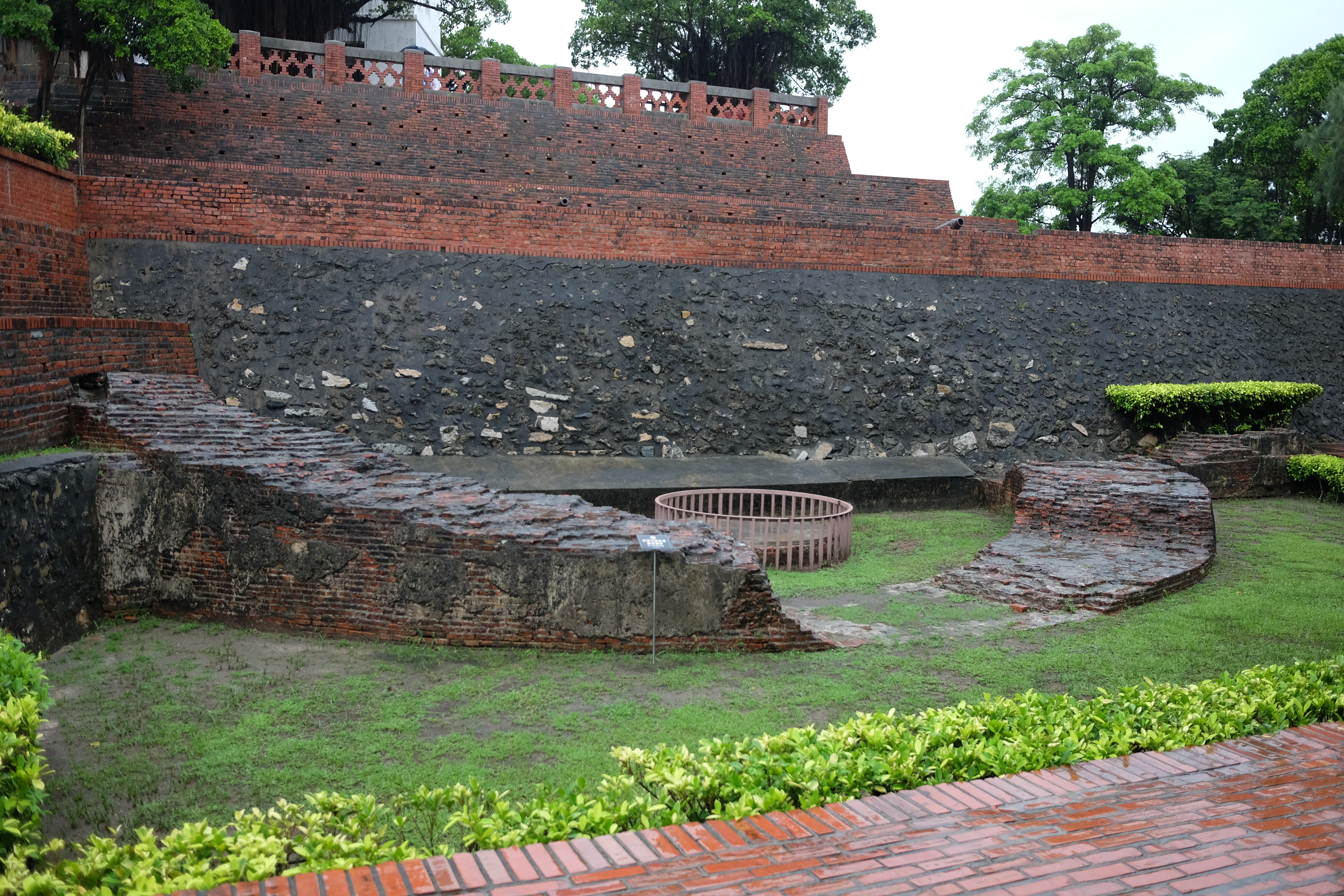
Äldre murdel och brunn.